# Rethel
Rethel és un municipi francès, situat al departament de les Ardenes i a la regió del Gran Est.